# The Game：向著零時
《The Game：倒數計時》（韓語：더 게임: 0시를 향하여），為韓國MBC於2020年1月22日起播出的水木連續劇，由《時間》的張俊浩導演與《電視劇帝王》的李智孝作家合作打造。此劇講述能看到死前瞬間的預言家與強力班刑警，因被捲入一起疑問的連鎖殺人案件而開始尋找隱藏的秘密的故事。
台灣由LINE TV、KKTV、myVideo影音隨看於1月23日起每週四五12:00更新播出。香港由Viu免費劇集平台於1月23日起每週四五凌晨更新上線。LiTV 線上影視上架，全套免費看。

## 演員陣容

### 主要人物
| 演員                    | 角色            | 介紹 | 粵語配音                |
| 玉澤演 （童年：金虔右） | 金泰平          | 一位能看見對方死亡的預言家。他是富裕中產家庭的獨生子出身，表面看似開朗愉快、朝氣蓬勃，但背後卻因為所擁有的能力讓他感到孤獨和疲憊。他擁有一種神祕的能力，只要看到對方的眼睛，就會知道那個人是怎麼死的，並看到該人臨死前的情況。就這樣，他預知所有人的結局，連自己的死亡也不例外。但是，他卻遇到唯一他看不到死亡畫面的晙煐，陷入不一樣的感情中。他看著周圍的人是怎樣死的，不禁害怕為什麼看不到她的死亡。                                                               | 簡懷甄 （童年：成樂怡） |
| 李沇熹 （童年：朱藝琳） | 徐晙煐          | 中央警察所重案1組刑警。她相當有耐心，直覺和洞察力很強。平日用溫暖言語和禮貌態度對待他人，對自己的工作很有信心。20年前由於爸爸去世，她經歷了一段痛苦的徬徨期，如果當時南股長不在身邊，她也許也淪為不良青少年，可見爸爸死亡對她來說是致命的。由於爸爸是警察，對她來說是英雄，是人生的全部。雖然晙煐不依賴任何人，但是自從見到泰平之後，她開始慢慢改變，想安慰他的內心創傷。                                                                                            | 姜嘉蕾                  |
| 林周煥 （童年：金康勳） | 具道京 / 趙賢宇 | 國搜科法醫。有著高挑健壯的身材與迷人的微笑，在國搜科是鼎鼎有名的腦性男。他在處理任何事件時，都會在四週後給予結果，因此有了「四週男」的綽號。晙煐在以前並不認識他，對於他生硬的態度，她認為這是典型模範生的風格，但這只是一種誤解。他看起來總是很輕鬆地微笑著，但其實是一個在自我接受之前不會結案的完美主義者。在晙煐面前，兩人的氣氛發生了微妙的變化，他不能像往常一樣冷靜下來，看着她總是笑得合不攏嘴。如今，導引眾人看到真相本質的人。20年來隱藏了無數秘密與絕望。 | 黃龍傑 （童年：顧詠雪） |

### 中央警察所
| 演員   | 角色   | 介紹 | 粵語配音 |
| 朴智一 | 南宇賢 | 重案組系長。他是解決了著名重大事件的強力班尖子，實力得到認可，登上了現在的位置。他以卓越的直覺力和敏捷的判斷，在工作上比誰都冷靜。他在同事東哲死後，撫養東哲的女兒晙煐成人，就像親生孩子一樣疼愛她。 | 陳力航   |
| 崔在雄 | 韓東宇 | 重案1組組長。雖然性格有些沉默寡言，但很體貼他人，而且有義氣。雖然有著自己作為警察的使命意識，但有時也會對社會表示同意，降低自己的身份。他不喜歡非理性和非邏輯性的東西，認同科學調查。                | 梁皓翔   |
| 申成民 | 尹江在 | 重案1組刑警，前國家射擊隊隊員，現在是晙煐的搭檔。雖然不久前經常開玩笑說奉秀是老幺，但是看到奉秀就好像看到了自己新入職時一樣，暗暗地照顧他。他是一個穩重的男人，只要一發生事件，他的眼神就會突變。    | 周倚天   |
| 李勝宇 | 高奉秀 | 重案1組最小的刑警，從小就夢想成為英雄，所以他是超人、蝙蝠俠、蜘蛛俠等電影系列的狂熱粉絲。但要成為這樣的英雄，他似乎還有很長的路要走，夢想有一天成為像前輩一樣帥氣的刑警。                            | 張振熙   |
| 李春   | 池秀賢 | 科搜組組員，與晙煐一起生活了5年的朋友。她雖然是科搜組成員，但是與調查人員關係很好，與國立科學調查研究院的職員關係也很好，是與任何人都能相處的人。                                                    | 成樂怡   |
| 徐光宰 | 李元宇 | 署長。 | 馮志輝   |
| 廉東憲 | 楊柱日 | 接任的重案組系長。 | 周鑫霆   |
| 金五福 |        | 警署警衞。 | 黃文軒   |

### 一日報
| 演員   | 角色   | 介紹 | 粵語配音 |
| 朴元相 | 李俊熙 | 經常出入首爾地方警察廳的資深記者，夢想是成為報導事實真相的媒體人。但是，他要想在競爭中受到關注，就必須追趕那些不是真實而是金錢的報道，想在競爭中獲勝，就必須踐踏某人站起來。為了成為在社會部警察記者們之間被稱為「天空」的「市警帽」，他必須這樣做。 | 何偉誠   |
| 洪仁   | 朴漢圭 | 一日報記者。很多時候，他被採訪競爭所困擾，被逼到最後排的生活很悽慘。但作為承擔著讓公眾有知情權的社會部記者，他對自己的工作充滿了自豪感。 | 陳健豪   |
| 尹知原 | 吳藝智 | 一日報見習記者。她看到未解決的事件時，便感到熱血沸騰，漸漸地她展現出記者的風範，幫助李俊熙查案。 | 顧詠雪   |
| 宋志赫 |        | 一日報的記者。 | 孫國統   |

### 泰平周邊人物
| 演員   | 角色                   | 介紹 | 粵語配音 |
| 鄭東煥 | 白成雲（香港：白善生） | 已退休，能看見對方死亡的預言家。他擁有像泰平一樣看到死亡前瞬間的能力，但是在20年前他卻失去了視力和能力。儘管如此，人們稱他為白先生的原因是因為他的慧眼識珠，只是失去視力，依然看透一切。他是不管是關於能力，還是關於死亡，都有着很多秘密的人物。 | 黃志明   |
| 柳惠蓮 | 李妍花                 | 個人律師兼祕書。在名牌大學畢業生可以進入著名律師事務所的情況下，她選擇跟隨白先生的原因是很簡單的，因為可以加倍收取授權費。她是很現實的人，看不慣不義卻從不會為瑣事賠上性命。但是，她卻把白先生和泰平當成親人般看待。                             | 廖欣怡   |

### 其他人物
| 演員   | 角色                   | 介紹 | 粵語配音 |
| 張少妍 | 柳志媛                 | 俊熙的妻子，美真的媽媽，平凡的家庭主婦，對成為高中生後也一直保持着好成績和正確生活的女兒，感到欣慰和自豪。雖然有時候會討厭忙碌的俊熙，但是比任何人都珍惜和愛家人。 | 莊巧兒   |
| 崔多仁 | 李美真                 | 高中生，俊熙和志媛的女兒。雖然經常對藉口很忙的爸爸說三道四，但比誰都尊敬爸爸。所以，她希望當一個和爸爸一樣的記者。獲救後，因父親的疏忽與堅持再次促成了兇手殺人的動機。 | 成樂怡   |
| 金容俊 | 趙弼斗                 | 死刑犯，以前是掙一天活一天的臨時工和木匠。20年前，他被誣陷成殺害了7名女高中生的兇手，並且導致徐東哲(晙煐的爸爸)在施工現場下墜樓身亡。他在監獄裏當了20年的死刑犯，目前患有老年癡呆症，還被診斷為肺癌晚期，生命所剩無幾。將死亡名單及過程如當年自述表一字不差地背出來，因被誣陷而激動地吐出鮮血… | 何家裕   |
| 芮秀貞 | 鄭女士                 | 成民的媽媽。他透過泰平的預言，得知最後剩下的孩子會比自己先死亡。她曾求泰平幫忙讓兒子活下來，但最後還是如預言所說失去了兒子。但是她很感謝泰平讓他跟大兒子和平相處了一餐，緩緩對泰平說道，能預見死亡也不一定是壞事。                                                                             | 姜麗儀   |
| 梁玄敏 | 吳成民                 | 國家前三大黑幫頭目，眾人稱之「劊子手」。在弟弟死後，一直過着斷緣生活的媽媽突然來了。媽媽時隔5年後出現，卻說出了自己死於心臟麻痺的荒唐預言，他笑著說「媽媽的兒子不那麼容易死」，讓媽媽釋懷地笑了，總歸是要走，能見一面就足夠了。                                                                | 陳健豪   |
| 金學善 | 徐東哲                 | 已故刑警，晙煐的爸爸。他先送別了離世的妻子，然後獨自撫養晙煐。他擁有作為刑警的使命感，因此總是很忙。為了抓住「零時殺人魔」趙弼斗(實是金亨秀)，他在追趕過程中在施工現場墜落死亡。 | 周鑫霆   |
| 崔光一 | 金容培 / 金亨秀        | 金亨秀，連環殺人真兇，失蹤三年，改名前喚作金容培。 | 李家傑   |
| 劉如雲 | 成民在（港版：成民宰） | 自製炸彈製造者。 | 孫國統   |
| 李看曦 | 朴熙貞                 | 白成雲的未婚妻。 | 簡森     |
| 張光   | 法醫                   | 白成雲的屍檢官。 | 黃志成   |
| 朱仁英 |                        | 趙賢宇的媽媽。 | 王綺婷   |
| 金正英 |                        | 徐晙煐的媽媽。 | 簡森     |
| 李元振 | 具道京                 | 因嘲笑趙賢宇而惹來殺身之禍。 | 潘昀雋   |
| 申姸淑 |                        | 希望孤兒院院長修女。 | 簡森     |
| 李道賢 | 洪靖浩                 | 連環殺人案第7個受害者洪民娥的父親。 | 周倚天   |
| 李佳妍 | 洪民娥                 | 連環殺人案的第7個受害者。 | 莊巧兒   |
| 李東圭 |                        | 新聞主播。 | 潘昀雋   |
| 權赫成 |                        | 刑警。 | 陳健豪   |
| 辛修姃 | 李博士                 | 化驗員。 | 施妙珍   |
| 朴尚輝 |                        | 巡警。 | 陳健豪   |
| 徐章賢 |                        | 希望孤兒院的小孩。 | 莊巧兒   |
| 車成濟 |                        | 希望孤兒院的小孩。 | 潘昀雋   |
| 申妍淑 |                        | 希望孤兒院的修女。 | 簡森     |
| 朴正言 |                        | 要求對趙弼斗執行死刑的示威者。 | 成樂怡   |
| 洪恩靜 |                        | 女警。 | 施妙珍   |
| 崔素賢 |                        | 骨灰龕堂職員。 | 顧詠雪   |
| 李管姬 | 朴惠靜                 | 朴熙貞的妹妹。 | 成樂怡   |
| 金雨珍 | 李刑警                 | 基昌警署的刑警。 | 何家裕   |
| 權東元 |                        | 基昌警署的刑警。 | 陳健豪   |

## 收視率
| 集數       | 播出日期   | AGB收視率        |
| 集數       | 播出日期   | 大韓民國（全國） |
| ---------- | ---------- | ---------------- |
| 1          | 2020/01/22 | 2.7%             |
| 2          | 2020/01/22 | 3.8%             |
| 3          | 2020/01/23 | 2.5%             |
| 4          | 2020/01/23 | 3.7%             |
| 5          | 2020/01/29 | 3.1%             |
| 6          | 2020/01/29 | 4.2%             |
| 7          | 2020/01/30 | 3.3%             |
| 8          | 2020/01/30 | 4.5%             |
| 9          | 2020/02/05 | 3.2%             |
| 10         | 2020/02/05 | 4.6%             |
| 11         | 2020/02/06 | 3.2%             |
| 12         | 2020/02/06 | 3.8%             |
| 13         | 2020/02/12 | 2.8%             |
| 14         | 2020/02/12 | 4.0%             |
| 15         | 2020/02/13 | 3.0%             |
| 16         | 2020/02/13 | 4.5%             |
| 17         | 2020/02/19 | 2.5%             |
| 18         | 2020/02/19 | 3.4%             |
| 19         | 2020/02/20 | 3.2%             |
| 20         | 2020/02/20 | 3.7%             |
| 21         | 2020/02/26 | 2.6%             |
| 22         | 2020/02/26 | 3.8%             |
| 23         | 2020/02/27 | 3.2%             |
| 24         | 2020/02/27 | 3.9%             |
| 25         | 2020/03/04 | 3.0%             |
| 26         | 2020/03/04 | 4.0%             |
| 27         | 2020/03/05 | 3.3%             |
| 28         | 2020/03/05 | 3.4%             |
| 29         | 2020/03/11 | 2.8%             |
| 30         | 2020/03/11 | 3.9%             |
| 31         | 2020/03/12 | 2.9%             |
| 32         | 2020/03/12 | 3.5%             |
| 平均收視率 | 平均收視率 | 3.44%            |

- 收視最低的集數以藍色表示，收視最高的集數以紅色表示，而空格則表示該集的收視沒有相關數據。

## 同時段作品

### 同時段競爭作品
- tvN 水木連續劇：《金錢遊戲》、《Memorist》

### 同一劇集時段作品
- KBS 水木連續劇：《99億的女人》、《Forest》

## 提名及獲獎列表
| 年度   | 頒獎典禮    | 獎項                        | 入圍者 | 結果 |
| 2020年 | MBC演技大獎 | 水木劇部門 男子最優秀演技獎 | 玉澤演 | 提名 |
| 2020年 | MBC演技大獎 | 水木劇部門 女子最優秀演技獎 | 李沇熹 | 提名 |
| 2020年 | MBC演技大獎 | 水木劇部門 男子優秀演技獎   | 林周煥 | 獲獎 |

## 外部連結
- 韓國MBC官方網站 （页面存档备份，存于）
- 韓國MBC官方網站 （页面存档备份，存于）（中文）
- Daum上《The Game：向著零時》的資料
- NAVER上《The Game：向著零時》的資料

| MBC 水木劇                                     | MBC 水木劇                                        | MBC 水木劇 |
| ---------------------------------------------- | ------------------------------------------------- | ---------- |
|                                                | （2020年1月22日－2020年3月12日）                  |            |
| 有瑕疵的人們 （2019年11月27日－2020年1月16日） | 那個男人的記憶法 （2020年3月18日－2020年5月13日） |            |

| 新加坡、 马来西亚、 Oh!K 星期四、五 19:50 - 21:00（两集连播） | 新加坡、 马来西亚、 Oh!K 星期四、五 19:50 - 21:00（两集连播） | 新加坡、 马来西亚、 Oh!K 星期四、五 19:50 - 21:00（两集连播） |
| ------------------------------------------------------------- | ------------------------------------------------------------- | ------------------------------------------------------------- |
|                                                               | The Game：朝着零点 （2020年1月23日－2020年3月13日）           |                                                               |
| 有瑕疵的人 （2019年11月28日－2020年1月17日）                  | 那個男人的記憶法 （2020年3月19日－2020年5月14日）             |                                                               |

| 香港 Now劇集台 星期一至五 21:00 - 22:00     | 香港 Now劇集台 星期一至五 21:00 - 22:00              | 香港 Now劇集台 星期一至五 21:00 - 22:00 |
| ------------------------------------------- | ---------------------------------------------------- | --------------------------------------- |
|                                             | The Game：朝著0點 （2020年10月21日－2020年11月19日） |                                         |
| Black Dog （2020年9月14日－2020年10月20日） | Forest （2020年11月20日－2020年12月）                |                                         |

| 臺灣 華藝影劇台 星期一至四 20:00 - 21:00 | 臺灣 華藝影劇台 星期一至四 20:00 - 21:00                 | 臺灣 華藝影劇台 星期一至四 20:00 - 21:00 |
| ---------------------------------------- | -------------------------------------------------------- | ---------------------------------------- |
|                                          | THE GAME 倒數計時 （2022年8月8日－2022年9月8日）         |                                          |
| XX （2022年7月28日－2022年8月4日）       | 戀愛未遂 （星期一至五） （2022年9月12日－2022年9月16日） |                                          |